# 100 mètres aux championnats du monde d'athlétisme
Pour un article plus général, voir Championnats du monde d'athlétisme.
Le 100 mètres fait partie des épreuves inscrites au programme des premiers championnats du monde d'athlétisme, en 1983, à Helsinki. 
Avec quatre médailles d'or remportées, la Jamaïcaine Shelly-Ann Fraser-Pryce est l'athlète féminine la plus couronnée. Avec trois titres, les Américains Carl Lewis et Maurice Greene et le Jamaïcain Usain Bolt sont les athlètes les plus titrés dans cette épreuve.
Les records des championnats du monde appartiennent à Usain Bolt, qui établit un nouveau record du monde en 9 s 58 le 16 août 2009 en finale des mondiaux de Berlin, et à Shelly-Ann Fraser-Pryce chez les femmes avec 10 s 67, réalisés le 17 juillet 2022 à Eugene.

## Éditions
| Années | 83 | 87 | 91 | 93 | 95 | 97 | 99 | 01 | 03 | 05 | 07 | 09 | 11 | 13 | 15 | 17 | 19 | 22 | 23 | Total |
| ------ | -- | -- | -- | -- | -- | -- | -- | -- | -- | -- | -- | -- | -- | -- | -- | -- | -- | -- | -- | ----- |
| Hommes | X  | X  | X  | X  | X  | X  | X  | X  | X  | X  | X  | X  | X  | X  | X  | X  | X  | X  | X  | 19    |
| Femmes | X  | X  | X  | X  | X  | X  | X  | X  | X  | X  | X  | X  | X  | X  | X  | X  | X  | X  | X  | 19    |

## Hommes

### Historique

#### 1983-1995

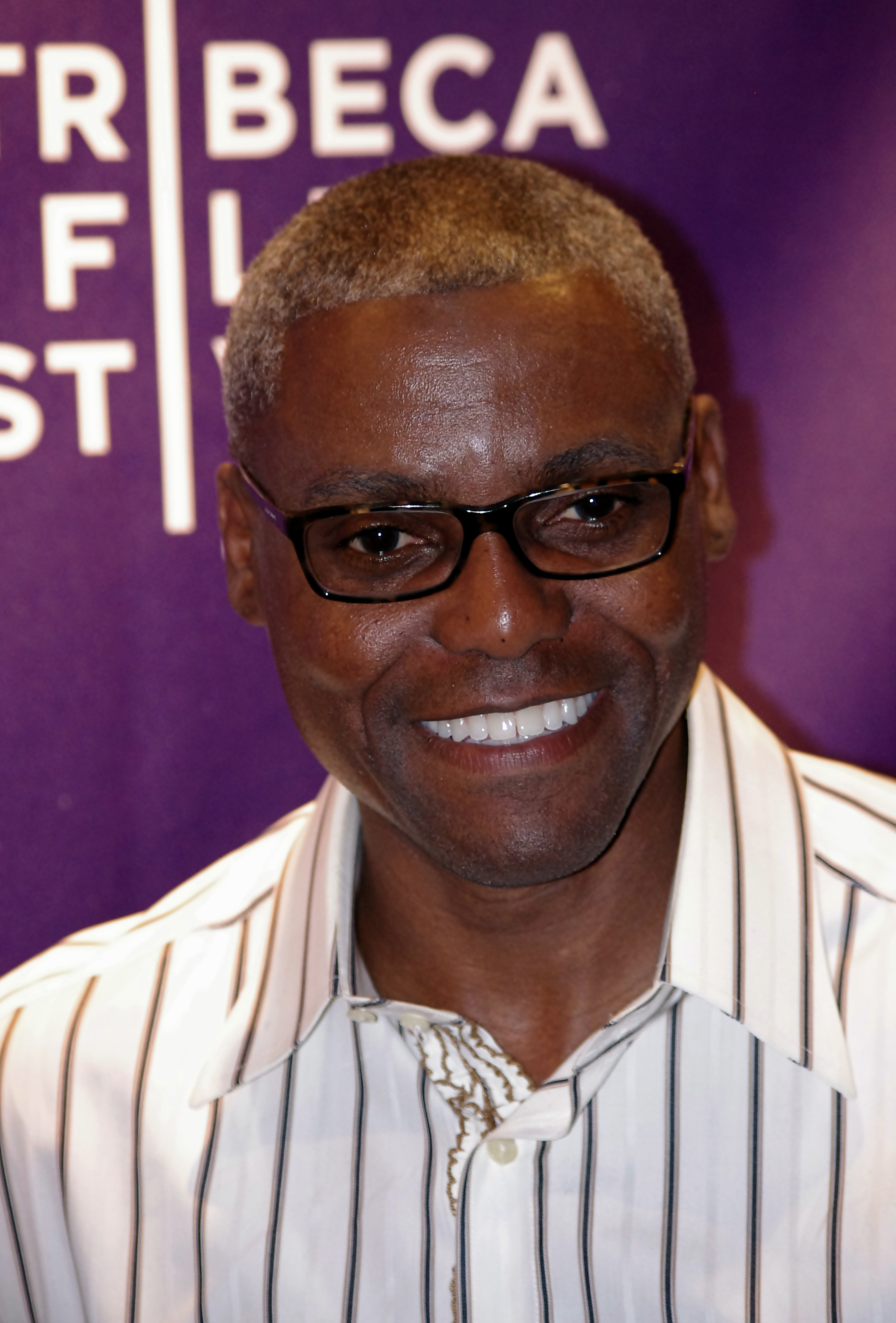
Carl Lewis remporte les trois premiers titres mondiaux du 100 m, en 1983, 1987 et 1991.

En 1983, à Helsinki, lors des premiers championnats du monde, L'Américain Carl Lewis s'impose dans le temps de 10 s 07 après avoir fait la différence dans les 30 derniers mètres, en devançant ses compatriotes Calvin Smith (10 s 21) et Emmit King (10 s 24).
Aux championnats du monde de 1987, à Rome, le duel entre Carl Lewis et le Canadien Ben Johnson suscite l'intérêt des médias. Ce dernier vient de réaliser le temps de 9 s 95 à Zurich et compte cinq victoires de rang contre l'Américain. En finale, Johnson réalise un départ rapide et maintient son avance pour l'emporter en 9 s 83, signant un nouveau record du monde. Lewis est deuxième en 9 s 93 et le Jamaïcain Ray Stewart troisième en 10 s 08. Mais, reconnu coupable de dopage un an plus tard aux Jeux olympiques de 1988, Ben Johnson verra son record du monde et ses titres mondiaux et olympiques annulés, Lewis récupérant la médaille d'or.
Carl Lewis remporte son troisième titre consécutif en 1991 lors des mondiaux de Tokyo. Il franchit la ligne d'arrivée en 9 s 86 (vent favorable de 1,6 m/s) et améliore de 4/100e de seconde le record du monde de son compatriote Leroy Burrell. Dans cette finale, et pour la première fois de l'histoire, six athlètes descendent sous les dix secondes : Leroy Burrel est médaillé d'argent en 9 s 88, Dennis Mitchell médaillé de bronze en 9 s 91, alors que le Britannique Linford Christie et le Namibien Frank Fredericks, quatrième et cinquième de l'épreuve, établissent de nouveaux records continentaux en respectivement 9 s 92 et 9 s 95. Le Jamaïcain Ray Stewart, 6e en 9 s 96, établit un nouveau record national.
En finale des championnats du monde 1993, à Stuttgart, le Britannique Linford Christie, champion olympique en 1992 à Barcelone, devient à trente-trois ans champion du monde du 100 m dans le temps de 9 s 87, établissant à cette occasion un nouveau record d'Europe et frôlant le record du monde d'un centième de seconde. Il devance trois Américains, Andre Cason (9 s 92), Dennis Mitchell (9 s 99) et Carl Lewis, qui termine quatrième de la course en 10 s 02. 
En 1995, lors des championnats du monde de 
Göteborg, le Canadien Donovan Bailey remporte le titre en 9 s 97 après être revenu dans les derniers mètres de la course sur Ato Boldon. Il précède son compatriote Bruny Surin, médaillé d'argent en 10 s 03, même temps qu'Ato Boldon, médaillé de bronze. Linford Christie se classe sixième en 10 s 12.

#### 1997-2005

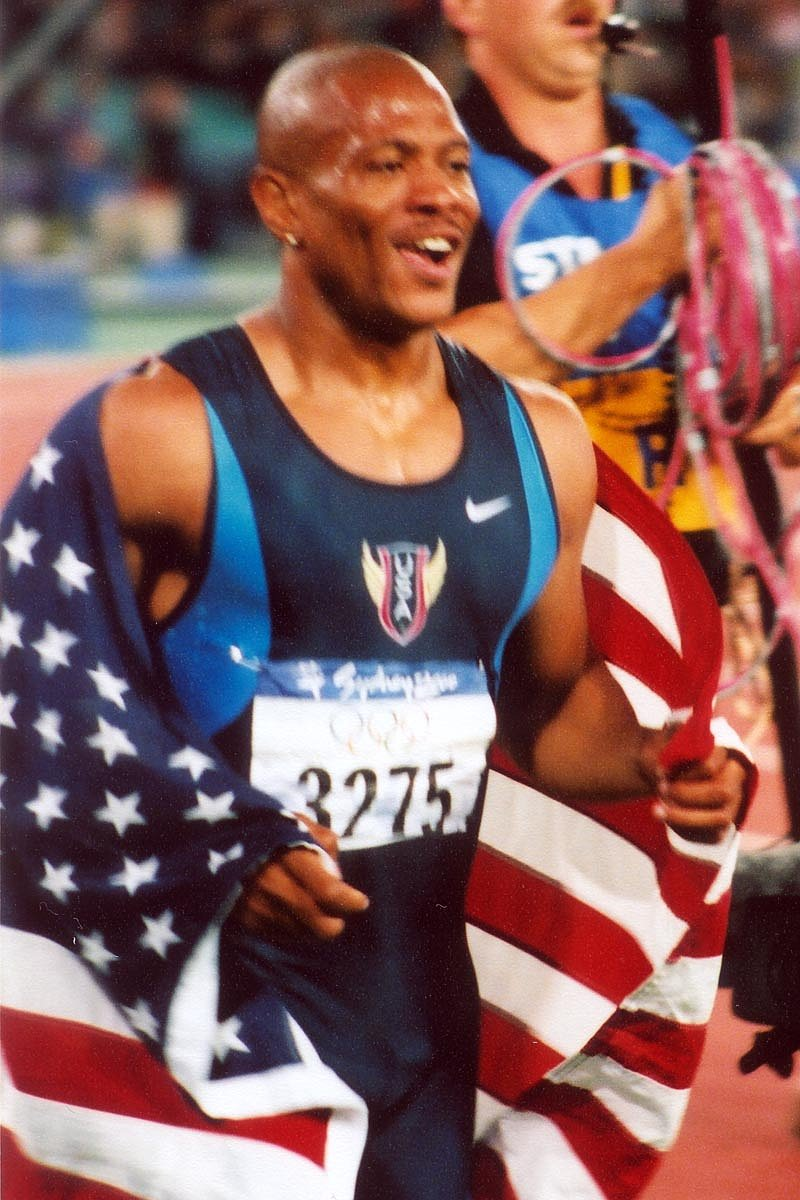
Maurice Greene, champion du monde en 1997, 1999 et 2001.

Lors des championnats du monde 1997 d'Athènes, l'Américain Maurice Greene égale son record personnel de 9 s 90 en quart de finale et en demi-finale, avant de remporter la finale en 9 s 86 (+0,2 m/s), signant un nouveau record des championnats du monde et échouant à 2/100e du record du monde de Donovan Bailey établi un an auparavant aux Jeux olympiques d'Atlanta. Le Canadien termine deuxième de la course en 9 s 91, l'Américain Tim Montgomery s'adjugeant la médaille de bronze en 9 s 94.
Maurice Greene, détenteur depuis juin 1999 du record du monde en 9 s 91, conserve son titre mondial lors des mondiaux de Séville 1999, en s'imposant dans le temps de 9 s 80 (nouveau record des championnats), devant Bruny Surin (9 s 84, record national) et le Britannique Dwain Chambers (9 s 97).
Aux championnats du monde de 2001, à Edmonton au Canada, Maurice Greene égale la performance de Carl Lewis en décrochant son troisième titre de champion du monde du 100 m d'affilée. Il s'impose en 9 s 82 (- 0,2 m/s, meilleure performance mondiale de l'année) et devance ses compatriotes Tim Montgomery 9 s 85 et Bernard Williams (9 s 94, record personnel). Tim Montgomery sera disqualifié rétroactivement pour dopage et Ato Boldon récupérera la médaille de bronze.
Lors des championnats du monde 2003 de Saint-Denis, le Kittittien Kim Collins parvient à se hisser en finale, profitant des disqualifications pour faux-départs du Jamaïcain Asafa Powell et de l'Américain Jon Drummond, et de l'élimination du champion en titre Maurice Greene lors des tours précédents. Situé au couloir no 1, il parvient à dominer tous ses adversaires en réalisant le temps modeste de 10 s 07 (vent nul), devançant d'un centième de seconde le Trinidadien de dix-huit ans Darrel Brown, et le Britannique Darren Campbell (10 s 08 tous les deux).
En 2005, aux championnats du monde d'Helsinki, Justin Gatlin l'emporte en 9 s 88 et devance sur le podium Michael Frater (10 s 05) et Kim Collins (10 s 05) qui ne parvient pas à conserver son titre. Un de ses principaux adversaires, Asafa Powell était absent en raison d'une blessure.

#### 2007-2015

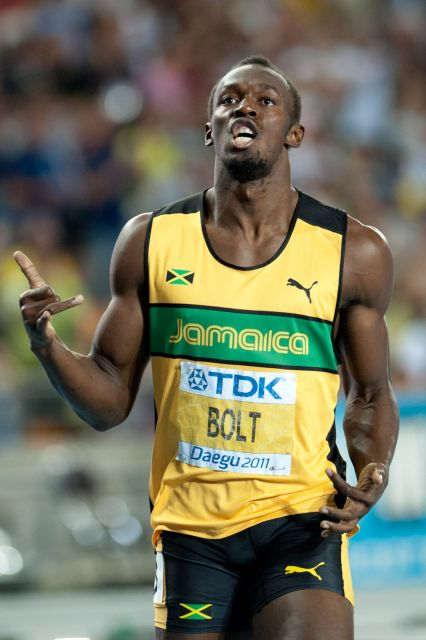
Usain Bolt remporte le titre mondial du 100 m en 2009, 2013 et 2015 et est disqualifié pour faux-départ en finale des mondiaux 2011.

Favori des championnats du monde 2007 d'Osaka au Japon, l'Américain Tyson Gay remporte l'épreuve du 100 m en 9 s 85 (-0,5 m/s), devant le Bahaméen Derrick Atkins qui bat le record national en 9 s 91, et Asafa Powell, troisième en 9 s 96.
En 2009, lors des mondiaux de Berlin, le Jamaïcain Usain Bolt remporte son premier titre de champion du monde en bouclant son 100 m en 9 s 58, améliorant de 11 centièmes de secondes son propre record du monde réalisé jour pour jour un an plus tôt à Pékin lors des Jeux olympiques. Il devance largement Tyson Gay qui établit pourtant avec le temps de 9 s 71 la troisième meilleure performance de tous les temps ainsi qu'un nouveau record national, son compatriote Asafa Powell complétant le podium en 9 s 84. 
Lors des championnats du monde 2011, à Daegu en Corée du Sud, Usain Bolt est disqualifié pour un faux départ. Son compatriote Yohan Blake s'adjuge le titre mondial en 9 s 92 (vent défavorable de 1,4 m/s), devenant à vingt-et-un ans le plus jeune champion du monde du 100 m, alors que Kim Collins (10 s 09), champion du monde huit ans auparavant, devient dans la même course le plus vieil athlète médaillé mondial sur 100 mètres. La marge de 16 centièmes de seconde sur le deuxième, l'Américain Walter Dix (10 s 08) est la deuxième la plus importante depuis celle de la victoire de Justin Gatlin en 2005 (17/100e),. Pour la première fois, des athlètes masculins français participent à une finale de championnats du monde sur 100 m : Christophe Lemaitre se classe 4e en 10 s 19 et Jimmy Vicaut 6e en 10 s 27.
Aux mondiaux 2013, à Moscou, Usain Bolt remporte son second titre planétaire du 100 m en s'imposant sous la pluie dans le temps de 9 s 77 (-0,3 m/s), devant Justin Gatlin (9 s 85) et l'autre Jamaïcain Nesta Carter (9 s 95),,.
Auteur des cinq meilleurs temps de la saison 2015, tous en moins de 9 s 80, l'Américain Justin Gatlin est le favori des championnats du monde 2015 de Pékin. Le 22 août au premier tour et le lendemain en demi-finale, le sprinter américain se montre d'ailleurs le plus rapide, mais dans ce même Nid d'oiseau qui l'avait révélé en 2008, Usain Bolt remporte la finale en 9 s 79 en devançant Gatlin d'un centième de seconde, soit la plus faible marge de l'histoire des quinze éditions des championnats du monde. Il explique ensuite qu'il s'agit de la « victoire la plus difficile » de sa carrière. Il devance Justin Gatlin, et ex-æquo au millième de seconde Andre De Grasse et Trayvon Bromell. Avec trois titres mondiaux remportés sur 100 m, Bolt rejoint Carl Lewis et Maurice Greene parmi les athlètes les plus titrés dans cette épreuve.

#### Depuis 2017

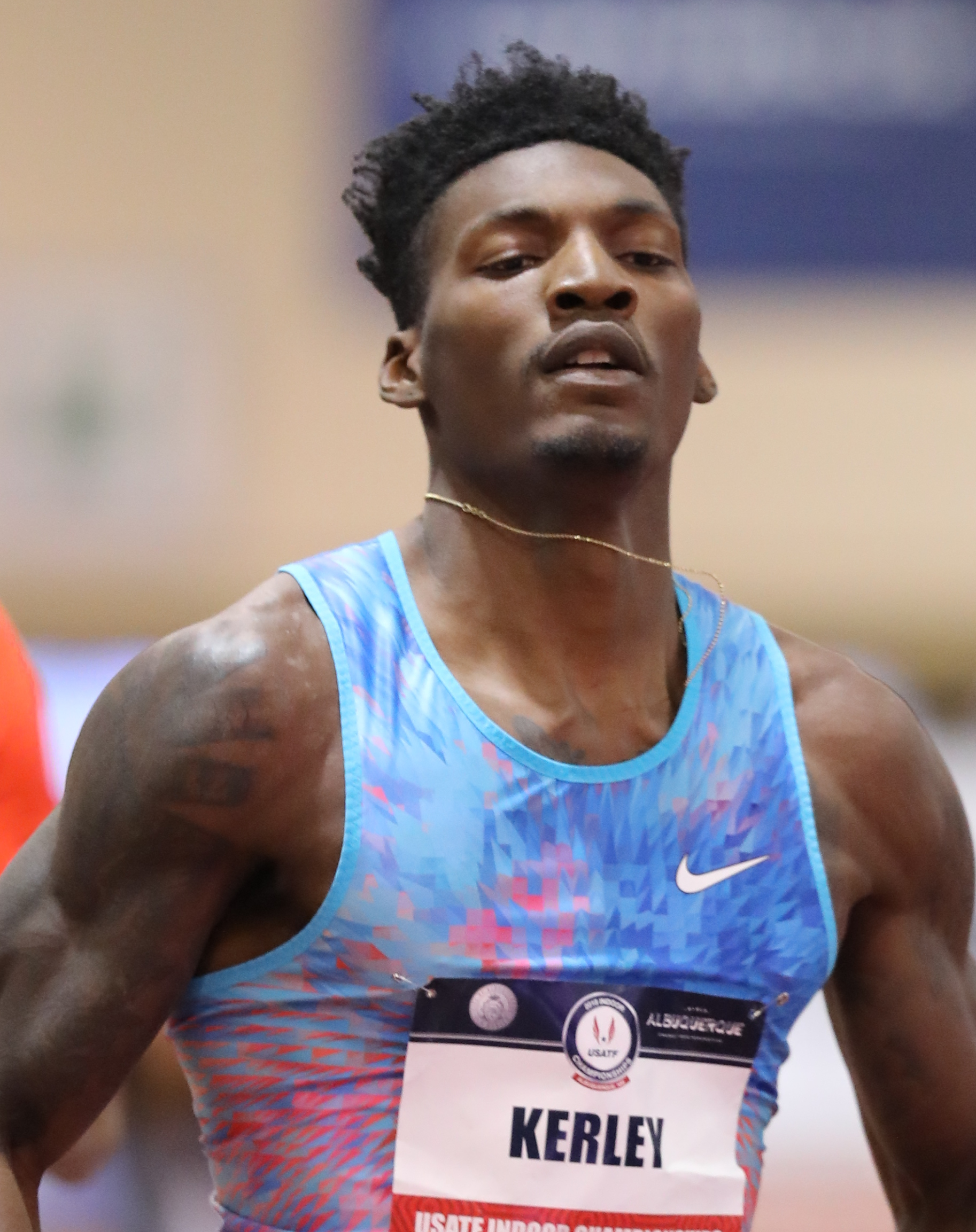
Fred Kerley remporte les championnats du monde 2022, à Eugene.

Pour le dernier 100 m mètres de sa carrière avant sa retraite sportive, Usain Bolt ne parvient pas à décrocher un quatrième titre mondial sur cette distance lors des championnats du monde de 2017, à Londres. Il se classe troisième de l'épreuve derrière Justin Gatlin, champion du monde en 9 s 92, et l'Américain Christian Coleman, deuxième en 9 s 94, Usain Bolt remportant la médaille de bronze en 9 s 95. Justin Gatlin est sacré champion du monde 12 ans après celui d'Helsinki en 2005 et devient, à 35 ans, le plus vieux champion du monde de la discipline.
La finale du 100 m des championnats du monde 2019 de Doha voit l'Américain Christian Coleman remporter la médaille d'or en 9 s 76 et prendre sa revanche sur son compatriote Justin Gatlin, champion du monde en titre, qui glane à 37 ans sa cinquième médaille mondiale sur 100 m, la troisième en argent. La médaille de bronze revient quant à elle au Canadien Andre De Grasse, lequel était déjà en bronze sur la même distance à Pékin en 2015. Coleman, qui était visé par une procédure de suspension lancée par l'agence antidopage américaine pour trois no-shows en un an, a finalement pu concourir à ces championnats. Avec 9 s 76, il améliore son record personnel qui était de 9 s 79 et réalise le temps le plus rapide pour une victoire en Championnats du monde depuis le record du monde de 9 s 58 d'Usain Bolt à Berlin en 2009. Ce temps fait aussi de lui le sixième performeur de tous les temps derrière Bolt, Tyson Gay et Yohan Blake (9 s 69), Asafa Powell (9 s 72) et Justin Gatlin (9 s 74).
Lors des séries du 100 m des championnats du monde 2022, à Eugene, l'Américain Fred Kerley, favori pour le titre, réalise la meilleure performance de l'histoire en série d'un grand championnat avec un temps en 9 s 79. Par ailleurs, toujours lors des séries, le Botswanais Letsile Tebogo bat le record du monde junior en 9 s 94. Victime d'une contracture de la cuisse droite, le champion olympique italien Marcell Jacobs annonce son forfait deux heures avant les demi-finales après avoir établi le temps de 10 s 04 en séries. En finale, Fred Kerley s'adjuge le titre mondial en 9 s 86, avec deux centièmes d'avance sur ses compatriotes Marvin Bracy et Trayvon Bromell (départagés pour 2/1000e de seconde) pour ce qui constitue le troisième triplé américain sur cette distance après 1983 et 1991. Christian Coleman, le tenant du titre et le quatrième américain engagé dans cette finale, se classe 6e en 10 s 01.
En 2023, lors des championnats du monde de Budapest, l'Américain Noah Lyles, double champion du monde en titre sur 200 m, établit son meilleur temps de l'année en demi-finale en 9 s 87, puis remporte quelques heures plus tard le titre mondial en 9 s 83, égalant la meilleure performance mondiale de l'année. Il devance de 5/100e de seconde le Botswanais Letsile Tebogo qui devient le premier athlète africain à monter sur un podium du 100 mètres, et le Britannique Zharnel Hughes, détenteur du meilleur temps des engagés, qui est battu d'un millième de seconde pour la médaille d'argent (9 s 88). Le Jamaïcain Oblique Seville, auteur de 9 s 86 lors des séries, se classe quatrième de l'épreuve dans ce même temps de 9 s 88. Fred Kerley et Marcell Jacobs, respectivement champion du monde et champion olympique en titre, sont éliminés en demi-finale.

### Palmarès
| Édition | Or                       | Argent                   | Bronze                   |
| ------- | ------------------------ | ------------------------ | ------------------------ |
| 1983    | Carl Lewis 10 s 07       | Calvin Smith 10 s 21     | Emmit King 10 s 24       |
| 1987    | Carl Lewis 9 s 93        | Ray Stewart 10 s 08      | Linford Christie 10 s 14 |
| 1991    | Carl Lewis 9 s 86        | Leroy Burrell 9 s 88     | Dennis Mitchell 9 s 91   |
| 1993    | Linford Christie 9 s 87  | Andre Cason 9 s 92       | Dennis Mitchell 9 s 99   |
| 1995    | Donovan Bailey 9 s 97    | Bruny Surin 10 s 03      | Ato Boldon 10 s 03       |
| 1997    | Maurice Greene 9 s 86    | Donovan Bailey 9 s 91    | Tim Montgomery 9 s 94    |
| 1999    | Maurice Greene 9 s 80    | Bruny Surin 9 s 84       | Dwain Chambers 9 s 97    |
| 2001    | Maurice Greene 9 s 82    | Bernard Williams 9 s 85  | Ato Boldon 9 s 94        |
| 2003    | Kim Collins 10 s 07      | Darrel Brown 10 s 08     | Darren Campbell 10 s 08  |
| 2005    | Justin Gatlin 9 s 88     | Michael Frater 10 s 05   | Kim Collins 10 s 05      |
| 2007    | Tyson Gay 9 s 85         | Derrick Atkins 9 s 91    | Asafa Powell 9 s 96      |
| 2009    | Usain Bolt 9 s 58        | Tyson Gay 9 s 71         | Asafa Powell 9 s 84      |
| 2011    | Yohan Blake 9 s 92       | Walter Dix 10 s 08       | Kim Collins 10 s 09      |
| 2013    | Usain Bolt 9 s 77        | Justin Gatlin 9 s 85     | Nesta Carter 9 s 95      |
| 2015    | Usain Bolt 9 s 79        | Justin Gatlin 9 s 80     | Trayvon Bromell 9 s 92   |
| 2015    | Usain Bolt 9 s 79        | Justin Gatlin 9 s 80     | Andre De Grasse 9 s 92   |
| 2017    | Justin Gatlin 9 s 92     | Christian Coleman 9 s 94 | Usain Bolt 9 s 95        |
| 2019    | Christian Coleman 9 s 76 | Justin Gatlin 9 s 89     | Andre De Grasse 9 s 90   |
| 2022    | Fred Kerley 9 s 86       | Marvin Bracy 9 s 88      | Trayvon Bromell 9 s 88   |
| 2023    | Noah Lyles 9 s 83        | Letsile Tebogo 9 s 88    | Zharnel Hughes 9 s 88    |

### Multiples médaillés
| Rang | Athlète          | Nation                     | Éditions  | Or | Argent | Bronze | Total |
| ---- | ---------------- | -------------------------- | --------- | -- | ------ | ------ | ----- |
| 1    | Usain Bolt       | Jamaïque                   | 2009-2017 | 3  | 0      | 1      | 4     |
| 2=   | Carl Lewis       | États-Unis                 | 1983-1991 | 3  | 0      | 0      | 3     |
| 2=   | Maurice Greene   | États-Unis                 | 1997-2001 | 3  | 0      | 0      | 3     |
| 4    | Justin Gatlin    | États-Unis                 | 2005-2019 | 2  | 3      | 0      | 5     |
| 5=   | Donovan Bailey   | Canada                     | 1995-1997 | 1  | 1      | 0      | 2     |
| 5=   | Tyson Gay        | États-Unis                 | 2007-2009 | 1  | 1      | 0      | 2     |
| 7    | Kim Collins      | Saint-Christophe-et-Niévès | 2003-2011 | 1  | 0      | 2      | 3     |
| 8    | Linford Christie | Royaume-Uni                | 1987-1993 | 1  | 0      | 1      | 2     |
| 9    | Bruny Surin      | Canada                     | 1995-1999 | 0  | 2      | 0      | 2     |
| 10=  | Dennis Mitchell  | États-Unis                 | 1991-1993 | 0  | 0      | 2      | 2     |
| 10=  | Ato Boldon       | Trinité-et-Tobago          | 1995-2001 | 0  | 0      | 2      | 2     |
| 10=  | Asafa Powell     | Jamaïque                   | 2007-2009 | 0  | 0      | 2      | 2     |
| 10=  | Trayvon Bromell  | États-Unis                 | 2015-2022 | 0  | 0      | 2      | 2     |

### Records des championnats
| Temps   | Athlète          | Lieu     | Date         | Record |
| ------- | ---------------- | -------- | ------------ | ------ |
| 10 s 64 | Luke Watson      | Helsinki | 7 août 1983  |        |
| 10 s 38 | Juan Núñez       | Helsinki | 7 août 1983  |        |
| 10 s 34 | Carl Lewis       | Helsinki | 7 août 1983  |        |
| 10 s 31 | Desai Williams   | Helsinki | 7 août 1983  |        |
| 10 s 30 | Calvin Smith     | Helsinki | 7 août 1983  |        |
| 10 s 24 | Leandro Peñalver | Helsinki | 7 août 1983  |        |
| 10 s 20 | Carl Lewis       | Helsinki | 7 août 1983  |        |
| 10 s 07 | Carl Lewis       | Helsinki | 8 août 1983  |        |
| 10 s 03 | Carl Lewis       | Rome     | 30 août 1987 |        |
| 9 s 93  | Carl Lewis       | Rome     | 30 août 1987 |        |
| 9 s 93  | Carl Lewis       | Tokyo    | 25 août 1991 |        |
| 9 s 86  | Carl Lewis       | Tokyo    | 25 août 1991 | WR     |
| 9 s 86  | Maurice Greene   | Athènes  | 3 août 1997  |        |
| 9 s 80  | Maurice Greene   | Séville  | 22 août 1999 |        |
| 9 s 58  | Usain Bolt       | Berlin   | 16 août 2009 | WR     |

## Femmes

### Historique

#### 1983-1995

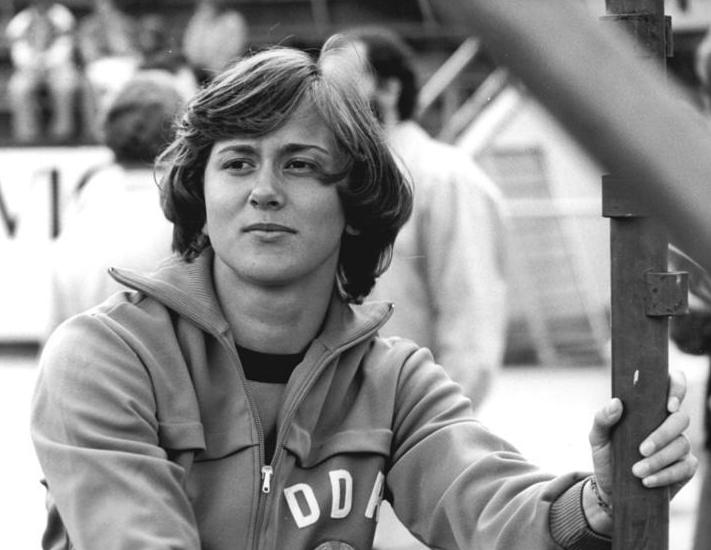
Marlies Göhr remporte en 1983 le premier titre de championne du monde du 100 m.

Le premier titre de championne du monde du 100 m, à Helsinki en 1983 revient à l'Est-allemande Marlies Göhr, alors détentrice du record du monde, qui s'impose dans le temps de 10 s 97 devant sa compatriote Marita Koch (11 s 02) et l'Américaine Diane Williams (11 s 06). L'autre américaine Evelyn Ashford, qui figurait pourtant parmi les favorites à la victoire finale, est contrainte à l'abandon.
L'Allemande de l'Est Silke Gladisch-Möller décroche la médaille d'or des championnats du monde de 1987, à Rome, en établissant un nouveau record des championnats en (10 s 90). Sa compatriote Heike Drechsler (11 s 00) est médaillée d'argent, et la Jamaïcaine Merlene Ottey (11 s 04) médaillée de bronze.
En 1991, à Tokyo, l'Ouest-allemande Katrin Krabbe remporte la finale des championnats du monde en 10 s 99, en devançant l'Américaine Gwen Torrence (11 s 03) et Merlene Ottey (11 s 06).
Lors des mondiaux de 1993, à Stuttgart, l'Américaine Gail Devers décroche son premier titre de championne du monde en établissant en finale un nouveau record de la compétition en 10 s 82 (- 0,3 m/s), départagée au millième de seconde de Merlene Ottey, l'autre américaine Gwen Torrence s'adjugeant la médaille de bronze en 10 s 89.
Profitant de l'absence de Gail Devers, alignée sur 100 m haies seulement, l'Américaine Gwen Torrence remporte le 100 m des championnats du monde 1995, à Göteborg, dans le temps de 10 s 85, devançant Merlene Ottey (10 s 94) qui monte pour la quatrième fois consécutive sur un podium mondial du 100 m, et la Russe Irina Privalova (10 s 96).

#### 1997-2005

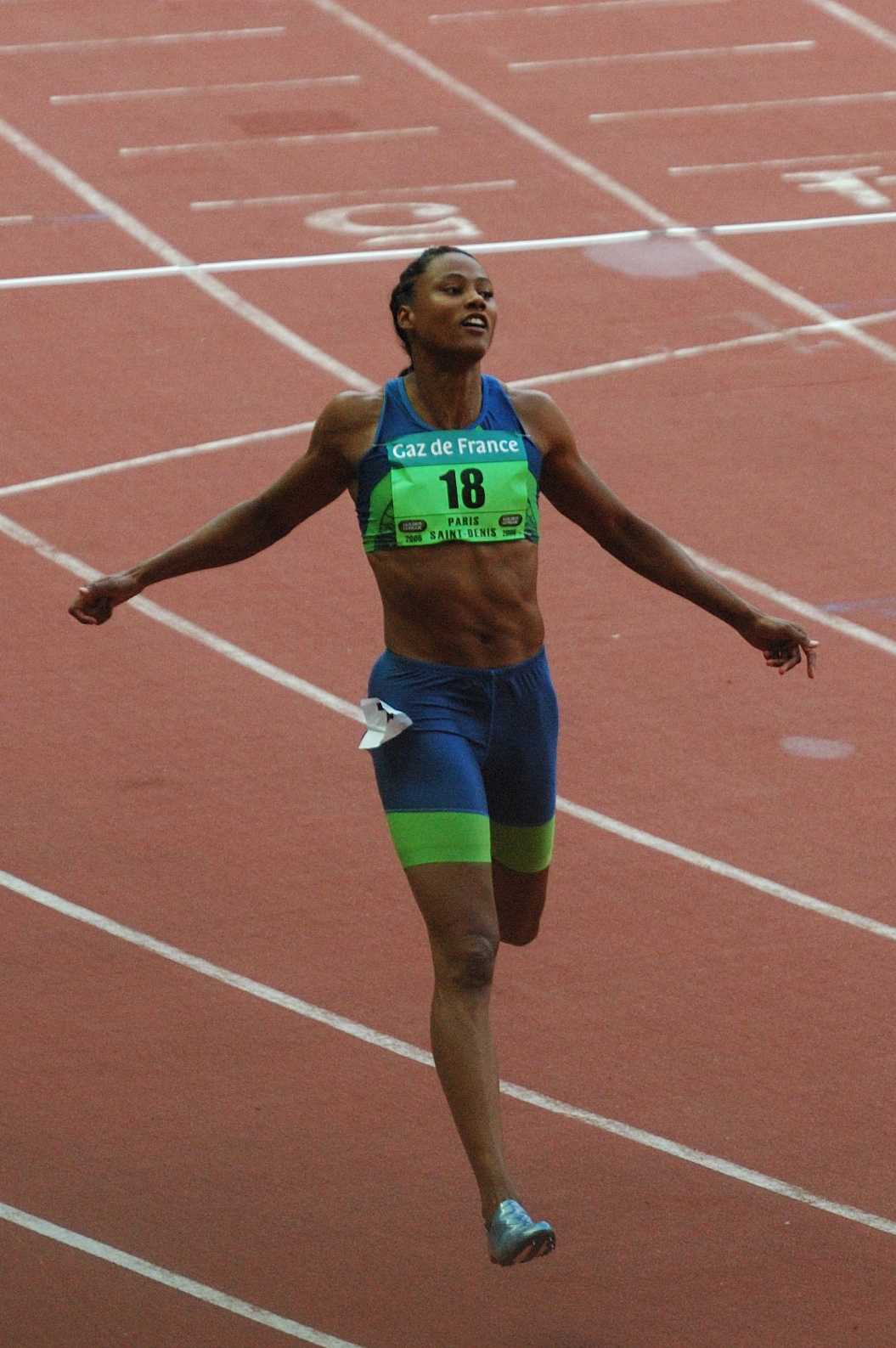
Marion Jones, championne du monde en 1997 et 1999.

L'Américaine Marion Jones remporte les championnats du monde de 1997, à Athènes, en coupant la ligne d'arrivée en 10 s 83, meilleure marque de l'année. L'Ukrainienne Zhanna Block, qui échoue à 2/100e de seconde de Jones, établit un nouveau record national en 10 s 85 tandis que la Bahaméenne Sevatheda Fynes s'adjuge la médaille de bronze en 11 s 03. 
Elle conserve son titre deux ans plus tard en 1999 aux championnats du monde de Séville en Espagne, en établissant en finale un nouveau record de la compétition en 10 s 70. Elle devance sur le podium sa compatriote Inger Miller, auteur d'un record personnel à 10 s 79, et la Grecque Ekateríni Thánou, troisième en 10 s 84.
Après ses deux titres consécutifs, Marion Jones ne se classe que deuxième des mondiaux 2001 d'Edmonton, au Canada, derrière Zhanna Pintusevich-Block qui établit la meilleure performance mondiale de l'année en 10 s 82. Jones sera déchue de sa médaille d'argent en 2005 à la suite de ses aveux de dopage dans le cadre de l'Affaire Balco. Ekateríni Thánou se voit en conséquence attribuer la médaille d'argent, et Chandra Sturrup celle de bronze.

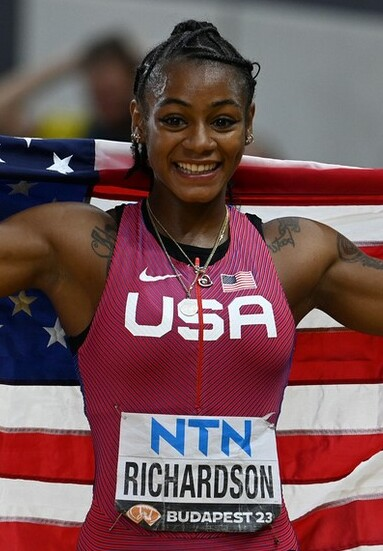
Sha'Carri Richardson, championne du monde du 100 m en 2023.

Lors des championnats du monde de 2003 de Saint-Denis, l'Américaine Kelli White remporte la course devant Zhanna Block. Mais, toujours dans le cadre de l'Affaire Balco, ces deux athlètes seront destituées de leurs médailles pour dopage. C'est finalement l'Américaine Torri Edwards qui récupère la médaille d'or (10 s 93), Chandra Sturrup l'argent et Ekateríni Thánou le bronze. 
L'Américaine Lauryn Williams devient championne du monde en 2005 à Helsinki avec le temps de 10 s 93, devant la Jamaïcaine Veronica Campbell-Brown (10 s 95) et la Française Christine Arron (10 s 98) qui permet à la France d'obtenir sa première médaille mondiale dans cette épreuve.

#### 2007-2015

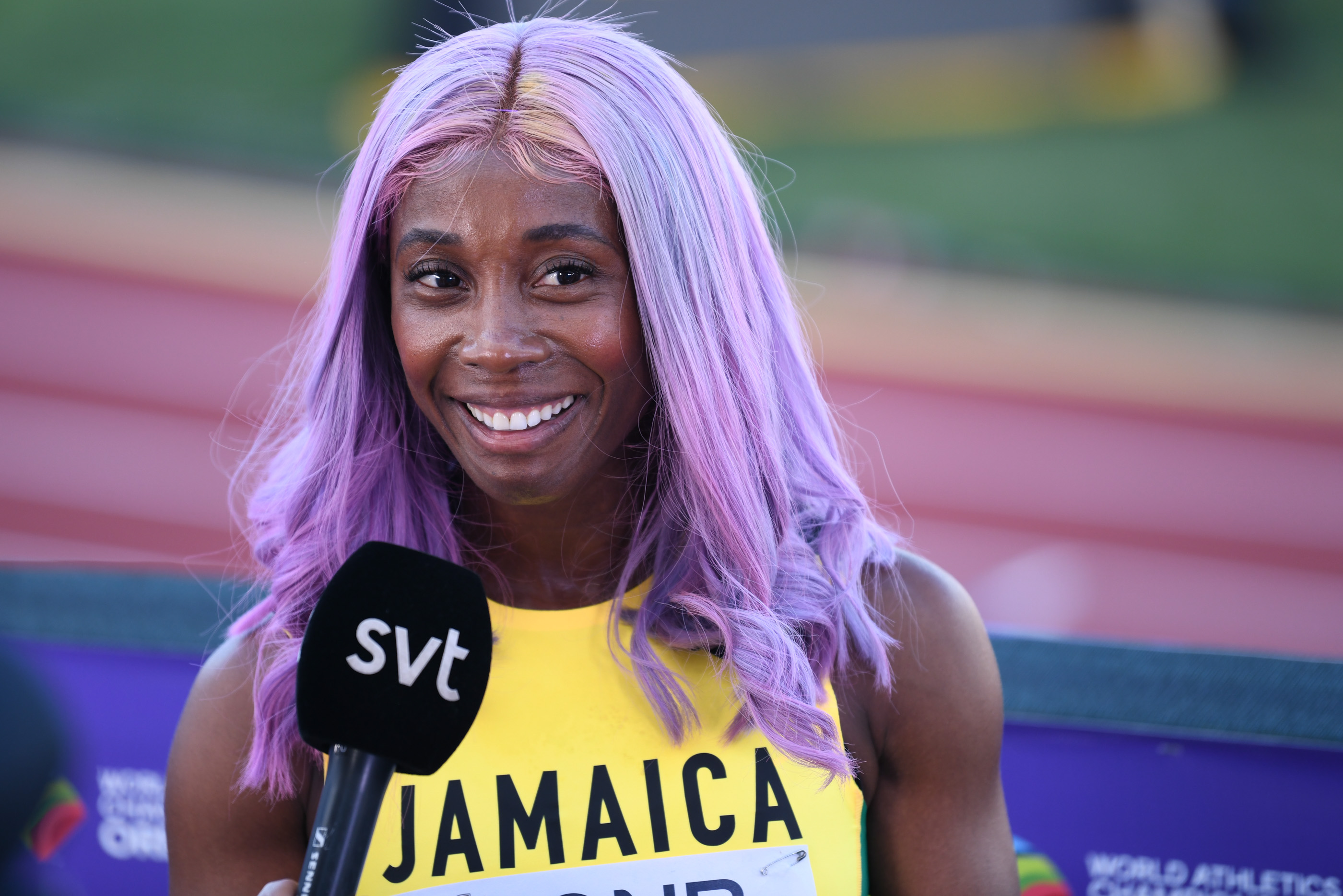
Shelly-Ann Fraser-Pryce, cinq fois championne du monde du 100 m (en 2009, 2013, 2019 et 2022).

En 2007, aux Mondiaux d'Osaka, au Japon, Veronica Campbell-Brown devient la première athlète jamaïcaine à remporter un titre de championne du monde du 100 m. Elle s'impose en 11 s 01, devançant au millième de seconde la tenante du titre Lauryn Williams et l'autre Américaine Carmelita Jeter.
La Jamaïcaine Shelly-Ann Fraser-Pryce, championne olympique un an plus tôt à Pékin, s'impose en finale des championnats du monde 2009, à Berlin, en dominant sa compatriote Kerron Stewart et Carmelita Jeter, dans le temps de 10 s 73 (vent favorable de 0,1 m/s), meilleure performance mondiale de l'année. 
Médaillée de bronze en 2007 et 2009, Carmelita Jeter remporte la médaille d'or des championnats du monde 2011 de Daegu dans le temps de 10 s 90 malgré un vent défavorable de 1,4 m/s, devançant sur le podium Veronica Campbell-Brown (10 s 97) et la Trinidadienne Kelly-Ann Baptiste (10 s 98), Shelly-Ann Fraser terminant au pied du podium.
Lors des championnats du monde 2013, à Moscou, Shelly-Ann Fraser-Pryce décroche pour la seconde fois de sa carrière après 2009 le titre mondial du 100 m en franchissant la ligne en 10 s 71 (meilleure performance mondiale de l'année, à 1/100e de son record personnel) devant l'Ivoirienne Murielle Ahouré (10 s 93) qui devient la première athlète africaine médaillée dans cette épreuve, et Carmelita Jeter (10 s 94) qui décroche sa troisième médaille de bronze sur 100 m,.
Aux championnats du monde 2015 de Pékin, Shelly-Ann Fraser-Pryce remporte facilement sa série (10 s 88) puis sa demi-finale (10 s 82). En finale, Fraser-Pryce ne laisse aucune chance à ses adversaires et remporte pour la troisième fois le titre mondial du 100 m en 10 s 76. Elle devance la Néerlandaise Dafne Schippers (10 s 81, NR) et l'Américaine Tori Bowie (10 s 86).

#### Depuis 2017
Lors des championnats du monde 2017, en l'absence de Shelly-Ann Fraser-Pryce pour cause de maternité, Tori Bowie est sacrée championne du monde du 100 m à Londres en 10 s 85, devant l'Ivoirienne Marie-Josée Ta Lou (10 s 86) et la Néerlandaise Dafne Schippers (10 s 96). 
Lors des championnats du monde 2019, à Doha, Shelly-Ann Fraser-Pryce, à 32 ans, après deux années d'absence, fait un retour tonitruant sur les pistes en s'adjugeant un 4e titre mondial grâce à un temps de 10 s 71 (à 1/100e de son record personnel établi en 2012). Elle bat la Britannique Dina Asher-Smith (10 s 83) et Marie-Josée Ta Lou (10 s 90).
Shelly-Ann Fraser-Pryce décroche un cinquième titre mondial à l'occasion des championnats du monde 2022, à Eugene. Elle s'impose en finale devant ses compatriotes Shericka Jackson et Elaine Thompson-Herah en établissant un nouveau record de la compétition en 10 s 67. Avec cinq titres mondiaux remportés dans une seule et même discipline, elle est l'athlète — hommes et femmes confondus — la plus titrée à titre individuel dans une épreuve de sprint aux championnats du monde.
L'Américaine Sha'Carri Richardson devient championne du monde du 100 m en 2023 à Budapest en 10 s 65. Partie du couloir 9, et alors qu'elle s'était qualifiée au temps pour la finale, elle réalise un finish exceptionnel pour devancer les Jamaïcaines Shericka Jackson et Shelly-Ann Fraser-Pryce. Ce temps lui permet de devenir la cinquième meilleure performeuse de tous les temps (à égalité avec Shericka Jackson et Marion Jones), battant au passage le record des championnats du monde.

### Palmarès
| Édition | Or                               | Argent                          | Bronze                          |
| ------- | -------------------------------- | ------------------------------- | ------------------------------- |
| 1983    | Marlies Göhr 10 s 97             | Marita Koch 11 s 02             | Diane Williams 11 s 06          |
| 1987    | Silke Gladisch-Möller 10 s 90    | Heike Drechsler 11 s 00         | Merlene Ottey 11 s 04           |
| 1991    | Katrin Krabbe 10 s 99            | Gwen Torrence 11 s 03           | Merlene Ottey 11 s 06           |
| 1993    | Gail Devers 10 s 82              | Merlene Ottey 10 s 82           | Gwen Torrence 10 s 89           |
| 1995    | Gwen Torrence 10 s 85            | Merlene Ottey 10 s 94           | Irina Privalova 10 s 96         |
| 1997    | Marion Jones 10 s 83             | Zhanna Pintusevich 10 s 85      | Sevatheda Fynes 11 s 03         |
| 1999    | Marion Jones 10 s 70             | Inger Miller 10 s 79            | Ekateríni Thánou 10 s 84        |
| 2001    | Zhanna Pintusevich-Block 10 s 82 | Ekateríni Thánou 10 s 85        | Chandra Sturrup 10 s 91         |
| 2003    | Torri Edwards 10 s 93            | Chandra Sturrup 11 s 02         | Ekateríni Thánou 11 s 03        |
| 2005    | Lauryn Williams 10 s 93          | Veronica Campbell 10 s 95       | Christine Arron 10 s 98         |
| 2007    | Veronica Campbell 11 s 01        | Lauryn Williams 11 s 01         | Carmelita Jeter 11 s 02         |
| 2009    | Shelly-Ann Fraser 10 s 73        | Kerron Stewart 10 s 75          | Carmelita Jeter 10 s 90         |
| 2011    | Carmelita Jeter 10 s 90          | Veronica Campbell-Brown 10 s 97 | Kelly-Ann Baptiste 10 s 98      |
| 2013    | Shelly-Ann Fraser-Pryce 10 s 71  | Murielle Ahouré 10 s 93         | Carmelita Jeter 10 s 94         |
| 2015    | Shelly-Ann Fraser-Pryce 10 s 76  | Dafne Schippers 10 s 81         | Tori Bowie 10 s 86              |
| 2017    | Tori Bowie 10 s 85               | Marie-Josée Ta Lou 10 s 86      | Dafne Schippers 10 s 96         |
| 2019    | Shelly-Ann Fraser-Pryce 10 s 71  | Dina Asher-Smith 10 s 83        | Marie-Josée Ta Lou 10 s 90      |
| 2022    | Shelly-Ann Fraser-Pryce 10 s 67  | Shericka Jackson 10 s 73        | Elaine Thompson-Herah 10 s 81   |
| 2023    | Sha'Carri Richardson 10 s 65     | Shericka Jackson 10 s 72        | Shelly-Ann Fraser-Pryce 10 s 77 |

### Multiples médaillées
| Rang | Athlète                 | Nation     | Éditions  | Or | Argent | Bronze | Total |
| ---- | ----------------------- | ---------- | --------- | -- | ------ | ------ | ----- |
| 1    | Shelly-Ann Fraser-Pryce | Jamaïque   | 2009-2023 | 5  | 0      | 1      | 6     |
| 2    | Marion Jones            | États-Unis | 1997-1999 | 2  | 0      | 0      | 2     |
| 3    | Veronica Campbell-Brown | Jamaïque   | 2005-2011 | 1  | 2      | 0      | 3     |
| 4    | Gwen Torrence           | États-Unis | 1991-1995 | 1  | 1      | 1      | 3     |
| 5=   | Zhanna Block            | Ukraine    | 1997-2001 | 1  | 1      | 0      | 2     |
| 5=   | Lauryn Williams         | États-Unis | 1991-1995 | 1  | 1      | 0      | 2     |
| 7    | Carmelita Jeter         | États-Unis | 2007-2013 | 1  | 0      | 3      | 4     |
| 8    | Tori Bowie              | États-Unis | 2015-2017 | 1  | 0      | 1      | 2     |
| 9    | Merlene Ottey           | Jamaïque   | 1987-1995 | 0  | 2      | 2      | 4     |
| 10   | Shericka Jackson        | Jamaïque   | 2022-2023 | 0  | 2      | 0      | 2     |
| 11   | Ekaterini Thanou        | Grèce      | 1999-2003 | 0  | 1      | 2      | 3     |
| 12   | Chandra Sturrup         | Bahamas    | 2001-2003 | 0  | 1      | 1      | 2     |
| 12=  | Dafne Schippers         | Pays-Bas   | 2015-2017 | 0  | 1      | 1      | 2     |

### Records des championnats
| Temps   | Athlète                 | Lieu      | Date            |
| ------- | ----------------------- | --------- | --------------- |
| 11 s 26 | Olga Antonova           | Helsinki  | 7 août 1983     |
| 11 s 24 | Marita Koch             | Helsinki  | 7 août 1983     |
| 11 s 23 | Diane Williams          | Helsinki  | 7 août 1983     |
| 11 s 15 | Evelyn Ashford          | Helsinki  | 7 août 1983     |
| 11 s 11 | Evelyn Ashford          | Helsinki  | 7 août 1983     |
| 10 s 99 | Evelyn Ashford          | Helsinki  | 8 août 1983     |
| 10 s 97 | Marlies Göhr            | Helsinki  | 8 août 1983     |
| 10 s 95 | Heike Drechsler         | Rome      | 30 août 1987    |
| 10 s 90 | Silke Gladisch-Möller   | Rome      | 30 août 1987    |
| 10 s 87 | Merlene Ottey           | Stuttgart | 16 août 1993    |
| 10 s 87 | Gwen Torrence           | Stuttgart | 16 août 1993    |
| 10 s 82 | Gail Devers             | Stuttgart | 16 août 1993    |
| 10 s 82 | Merlene Ottey           | Stuttgart | 16 août 1993    |
| 10 s 76 | Marion Jones            | Séville   | 21 août 1999    |
| 10 s 70 | Marion Jones            | Séville   | 21 août 1999    |
| 10 s 67 | Shelly-Ann Fraser-Pryce | Eugene    | 17 juillet 2022 |
| 10 s 65 | Sha'Carri Richardson    | Budapest  | 21 août 2023    |